# Rowlands Gill
Rowlands Gill – wieś w Anglii, w hrabstwie ceremonialnym Tyne and Wear, w dystrykcie metropolitalnym Gateshead. Leży 11 km na południowy zachód od centrum Newcastle i 394 km na północ od Londynu.